# Olisthopus parmatus
Olisthopus parmatus är en skalbaggsart som beskrevs av Thomas Say 1823. Olisthopus parmatus ingår i släktet Olisthopus och familjen jordlöpare. Inga underarter finns listade i Catalogue of Life.